# Nationalpark Montecristo Trifinio
Der Parque Nacional Montecristo – El Trifinio ist ein Nationalpark in Honduras, etwa 16 Kilometer westlich von Nueva Ocotepeque im Montecristo Massiv. Der Bergnebelwald liegt im Grenzgebiet zu El Salvador und Guatemala und ist Teil des trinationalen Biosphärenreservatprojektes La Fraternidad. Der Nationalpark erreicht Höhen bis zu 2400 Metern. Eichen und Lorbeergewächse erreichen Höhen bis 30 Meter, darüber hinaus findet sich eine reichhaltige Fauna und Flora, unter anderem seltene Klammeraffen, Ameisenbären, Pumas, Agutis und Tukane.
Koordinaten: 14° 26′ 8,3″ N, 89° 20′ 5,3″ W